# Christian Braunmann Tullin
Christian Braunmann Tullin (Christiania, 6 de setembre de 1728 - 21 de gener de 1765) fou un home de negocis i poeta noruec. Va arribar a ser l'administrador d'Oslo, en aquella època anomenada Chritiania, des de 1763. També fou el cap de la junta de duanes i impostos especials. És considerat un dels millors poetes de Dinamarca-Noruega, ja pels seus contemporanis.
La seva obra Samtlige Skrifter (Obres completes) va aparèixer a Copenhaguen entre 1770 i 1773 en tres volums. El primer d'aquests conté l'obra poètica, mentre que els altres dos contenen assajos.